# Convenção sobre o Comércio Internacional das Espécies Silvestres Ameaçadas de Extinção
Convention on International Trade in Endangered Species of Wild Fauna and Flora - CITES (em português: Convenção sobre o Comércio Internacional das Espécies da Fauna e da Flora Selvagens Ameaçadas de Extinção, ou Convenção sobre o Comércio Internacional das Espécies da Fauna e da Flora Silvestres Ameaçadas de Extinção no Brasil), também conhecida por Convenção de Washington, é um acordo multilateral assinado em Washington D.C., Estados Unidos, a 3 de março de 1973, agrupando um grande número de Estados, tendo como objetivo assegurar que o comércio de animais e plantas selvagens, e de produtos deles derivados, não ponha em risco a sobrevivência das espécies nem constitua um perigo para a manutenção da biodiversidade.
O acordo CITES foi redigido em resultado de uma resolução adotada em 1963 no seio da União Mundial para a Conservação da Natureza (World Conservation Union ou IUCN). O acordo prevê vários níveis de proteção e abrange hoje cerca de 30 000 espécies da fauna e flora selvagens.
Originalmente, a CITES abordou o esgotamento resultante da demanda por bens de luxo como peles nos países ocidentais, mas com o aumento da riqueza da Ásia, particularmente na China, o foco mudou para os produtos demandados lá, particularmente aqueles usados para bens de luxo, como marfim de elefante ou chifre de rinoceronte. A partir de 2022, a CITES se expandiu para incluir milhares de espécies anteriormente consideradas não dignas de nota e sem risco de extinção, como mantarays ou pangolin.

## Regulação do comércio
A CITES trabalha sujeitando o comércio internacional de espécimes de táxons listados a controles à medida que atravessam as fronteiras internacionais.  Os espécimes da CITES podem incluir uma vasta gama de itens, incluindo todo o animal/planta (vivo ou morto), ou um produto que contenha uma parte ou derivado dos táxons listados, tais como cosméticos ou medicamentos tradicionais.
Quatro tipos de comércio são reconhecidos pela CITES - importação, exportação, reexportação (exportação de qualquer espécime que tenha sido anteriormente importado) e introdução do mar (transporte para um estado de espécimes de qualquer espécie que foram capturados no meio marinho não sob a jurisdição de nenhum Estado). A definição CITES de "comércio" não exige a ocorrência de uma operação financeira. Todo o comércio de espécimes de espécies abrangidas pela CITES deve ser autorizado através de um sistema de licenças e certificados antes da realização do comércio. As licenças e certificados CITES são emitidos por uma ou mais autoridades de gestão responsáveis pela administração do sistema CITES em cada país. As autoridades de gestão são aconselhadas por uma ou mais autoridades científicas sobre os efeitos do comércio do espécime no estatuto das espécies listadas na CITES. As licenças e certificados CITES devem ser apresentados às autoridades fronteiriças competentes de cada país, a fim de autorizar o comércio.
Cada parte deve adoptar a sua própria legislação interna para pôr em vigor as disposições da CITES nos seus territórios. As partes podem optar por tomar medidas internas mais rigorosas do que as previstas pela CITES (por exemplo, exigindo licenças/certificados nos casos em que normalmente não seriam necessários ou proibindo o comércio de alguns espécimes).

### Apêndices
Mais de 40 900 espécies, subespécies e populações estão protegidas pela CITES. Cada táxon ou população protegida está incluída em uma das três listas chamadas Apêndices. O apêndice que enumera um táxon ou uma população reflete o nível de ameaça representado pelo comércio internacional e pelos controlos CITES aplicáveis.
Os táxons podem ser divididos na lista, o que significa que algumas populações de uma espécie estão em um apêndice, enquanto algumas estão em outro. O elefante-do-mato africano (Loxodonta africana) está atualmente na lista dividida, com todas as populações, exceto as de Botsuana, Namíbia, África do Sul e Zimbábue, listadas no Apêndice I. As do Botsuana, Namíbia, África do Sul e Zimbábue estão listadas no Apêndice II. Há também espécies que têm apenas algumas populações listadas em um Apêndice. Um exemplo é o pronghorn (Antilocapra americana), um ruminante nativo da América do Norte. Sua população mexicana está listada no Apêndice I, mas suas populações dos EUA e Canadá não estão listadas (embora certas populações dos EUA no Arizona sejam, no entanto, protegidas por outra legislação doméstica, neste caso a Lei de Espécies Ameaçadas).
Os táxons são propostos para inclusão, alteração ou supressão nos Apêndices I e II nas reuniões da Conferência das Partes (CdP), que se realizam aproximadamente uma vez a cada três anos.  As alterações à lista do apêndice III podem ser feitas unilateralmente por partes individuais.

#### Apêndice I
Os táxons do Anexo I são aqueles que estão ameaçados de extinção e aos quais é conferido o mais alto nível de proteção da CITES. O comércio de espécimes de origem selvagem destes táxons não é permitido e o comércio não comercial é estritamente controlado, exigindo uma licença de importação e uma autorização de exportação a conceder pelas autoridades de gestão competentes de cada país antes de o comércio ocorrer.
Os táxons notáveis listados no Apêndice I incluem o panda vermelho (Ailurus fulgens), o gorila ocidental (Gorilla gorilla), as espécies de chimpanzés (Pan spp.), tigres (Panthera tigris subspecies), elefante asiático (Elephas maximus), algumas populações de elefante africano (Loxodonta africana), e a árvore do quebra-cabeça do macaco (Araucária araucana).

#### Apêndice II
Os táxons do Anexo II são aqueles que não estão necessariamente ameaçados de extinção, mas o comércio deve ser controlado para evitar uma utilização incompatível com sua sobrevivência. Os táxons do Apêndice II também podem incluir espécies semelhantes em aparência às espécies já listadas nos Apêndices. A grande maioria dos táxons listados na CITES está listada no Apêndice II. Qualquer comércio de táxons do Apêndice II exige, normalmente, que a autoridade de gestão do país de exportação conceda uma licença de exportação ou um certificado de reexportação CITES antes da ocorrência do comércio.
Exemplos de táxons listados no Apêndice II são o grande tubarão branco (Carcharodon carcharias), o urso negro americano (Ursus americanus), a zebra da montanha de Hartmann (Equus zebra hartmannae), a iguana verde (Iguana iguana), a concha-rainha (Strombus gigas), o escorpião-imperador (Pandinus imperator), o monitor de água de Mertens (Varanus mertensi), mogno (Swietenia macrophylla), lignum vitae (Guaiacum officinale), náutilo (Nautilus pompilius), corais pedregosos (Scleractinia spp.) e ginseng americano (Panax quinquefolius).

#### Apêndice III
As espécies do Apêndice III são aquelas que estão protegidas em pelo menos um país, e esse país solicitou ajuda a outras Partes da CITES para controlar o comércio. Qualquer comércio de espécies do Apêndice III exige, normalmente, que seja concedida uma licença de exportação CITES (se proveniente do país que listou as espécies) ou um certificado de origem (de qualquer outro país) antes da ocorrência do comércio.
Exemplos de espécies listadas no Apêndice III e os países que as listaram são a preguiça de dois dedos de Hoffmann (Choloepus hoffmanni) pela Costa Rica, a sitatunga (Tragelaphus spekii) por Gana e a civeta africana (Civettictis civetta) por Botswana.

### Isenções e procedimentos especiais
Nos termos do artigo VII, a Convenção permite certas excepções aos requisitos comerciais gerais acima descritos.

#### Espécimes pré-Convenção
A CITES prevê um processo especial para os espécimes que foram adquiridos antes das disposições da Convenção se aplicarem a esse espécime. Estes são conhecidos como espécimes "pré-Convenção" e devem receber um certificado CITES pré-Convenção antes que o comércio ocorra. Apenas os espécimes legalmente adquiridos antes da data em que a espécie em causa foi incluída pela primeira vez nos apêndices podem beneficiar desta isenção.

#### Objetos pessoais e domésticos
A CITES prevê que os requisitos normalizados em matéria de licença/certificado para o comércio de espécimes CITES não se aplicam geralmente se um espécime for um efeito pessoal ou doméstico. No entanto, existem várias situações em que são exigidas autorizações/certificados para objetos pessoais ou domésticos e alguns países optam por tomar medidas internas mais rigorosas, exigindo autorizações/certificados para alguns ou todos os objetos pessoais ou domésticos.

#### Espécimes criados em cativeiro ou reproduzidos artificialmente
A CITES permite que o comércio de espécimes siga procedimentos especiais se as autoridades de gestão considerarem que provêm de animais criados em cativeiro ou de plantas reproduzidas artificialmente.  No caso do comércio comercial de táxons do apêndice I, os espécimes criados em cativeiro ou reproduzidos artificialmente podem ser comercializados como se fossem do apêndice II. Isso reduz os requisitos de licença de duas licenças (importação/exportação) para uma (somente exportação). No caso do comércio não comercial, os espécimes podem ser comercializados com um certificado de reprodução em cativeiro/propagação artificial emitido pela autoridade administrativa do Estado de exportação, em vez de licenças normalizadas.

#### Intercâmbio científico
A licença e os certificados CITES normalizados não são necessários para o empréstimo, doação ou intercâmbio não comercial entre instituições científicas ou forenses que tenham sido registadas por uma autoridade administrativa do seu Estado. As remessas que contenham os espécimes devem ostentar um rótulo emitido ou aprovado por essa autoridade administrativa (em alguns casos, podem ser utilizados rótulos de declaração aduaneira). Os espécimes que podem ser incluídos sob esta disposição incluem espécimes de museu, herbário, diagnóstico e pesquisa forense. As instituições registadas estão listadas no sítio Web da CITES.

## Emendas e reservas
As emendas à Convenção devem ser apoiadas por uma maioria de dois terços que estejam "presentes e votando" e podem ser feitas durante uma reunião extraordinária da COP se um terço das Partes estiver interessado em tal reunião. A Emenda Gaborone (1983) permite que blocos econômicos regionais adiram ao tratado. O comércio com Estados não-Partes é permitido, embora se recomende que as licenças e certificados sejam emitidos pelos exportadores e procurados pelos importadores.
As espécies dos Apêndices podem ser propostas para adição, alteração do Apêndice ou eliminação da lista (ou seja, eliminação) por qualquer Parte, quer se trate ou não de um Estado da área de distribuição, e podem ser feitas alterações apesar das objeções dos Estados da área de distribuição se houver apoio suficiente (maioria de 2/3) para a listagem. As listagens de espécies são feitas na Conferência das Partes.

Após a adesão à Convenção ou no prazo de 90 dias a contar da alteração de uma lista de espécies, as Partes podem formular reservas. Nestes casos, a parte é tratada como sendo um Estado que não é parte na CITES no que diz respeito ao comércio das espécies em causa.  As reservas notáveis incluem as da Islândia, Japão e Noruega sobre várias espécies de baleias e as da Arábia Saudita sobre Falconiformes.